# Fijispitsvogel
De fijispitsvogel (Artamus mentalis) is een zangvogel uit de familie Artamidae (spitsvogels). De vogel werd in 1845 door
William Jardine geldig beschreven.

## Uiterlijke kenmerken
De fijispitsvogel is ongeveer 17 cm lang en weegt 33-48 gram. De snavel is loodgrijs met een zwarte punt aan het uiteinde van de snavel. De kop is tot aan de keel roetachtig zwart, evenals de vleugels van deze vogel. Onder de keel, op de buik en bij de stuit zijn de veren wit. Tussen beide geslachten zijn geen uiterlijke verschillen.

## Verspreiding
Deze soort is endemisch op Fiji en komt daar voor op bijna alle eilanden behalve Kadavu in het zuiden en de Lau-eilanden in het oosten. 

## Levenswijze

### Leefgebied en gedrag
De leefgebieden liggen in de wat drogere delen van de eilanden in half open en open gebieden in savanne-achtig landschap, maar ook in bebouwd gebied in tuinen en in agrarisch gebied. De vogels leven in groepen van 3 tot 9 individuen. Fijispitsvogels komen vaak 's avonds samen om gezamenlijk te slapen. Er is ook gedrag waargenomen waarbij de veren van andere individuen worden gladgestreken. Ander sociaal gedrag bestaat uit gezamenlijk broeden en het voeden van andere individuen van de groep. Dit voeden is ook buiten de broedperiode waargenomen, dus men gaat ervan uit dat dit gedrag niet alleen beperkt is tot paargedrag. Verzwakte of zieke adulte vogels, die niet in staat waren om prooien te vangen, werden gevoerd door de gezonde vogels binnen de groep. Dit werd ook gedaan wanneer er jongen in het nest zaten. Groepen als deze kunnen bestaan uit enkel adulte individuen, maar vaak zijn er ook juveniele individuen aanwezig binnen de groep.

### Voedsel
Het dieet bestaat uit vliegende insecten die meestal vanuit een uitkijkpost worden waargenomen en daarna in vlucht worden gevangen met de snavel. Kleine prooien worden vaak in de vlucht al opgegeten. Grotere prooien worden teruggebracht naar de uitkijkpost en worden dan vaak naar de poten gebracht waardoor het mogelijk wordt om kleine stukjes af te scheuren van de prooi. Alle onderdelen van de prooi worden opgegeten, maar onverteerbare delen worden door middel van een braakbal uitgescheiden. Voedsel wordt gedeeld tussen groepsgenoten, maar soms wordt er ook voedsel van elkaar gestolen.

### Voortplanting
Het broedseizoen loopt van mei tot november. In mei wordt vaak al begonnen met het uitzoeken van een nestlocatie en het bouwen van een nest. De basis van het nest bestaat uit dode grashalmen en wordt aangevuld met kleine twijgjes en kokosvezel. Nesten worden vaak op meerdere jaren op dezelfde locatie gebouwd. Vanaf het moment dat de nestbouw gestart is kunnen er al paringen waargenomen worden. De frequentie hiervan neemt toe in september wanneer het nest af is en de vogels gaan beginnen met het leggen van eieren. Bij de fijispitsvogel is er sprake van meerdere vrouwtjes en mannetjes die deelnemen aan de verzorging van een legsel. Of de vrouwtjes ook allebei eieren leggen in het nest is niet bekend. Dit is niet bekend, doordat er geen seksuele dismorfie is bij fijispitsvogels en omdat er geen onderzoeken zijn gedaan waar individuen uit elkaar te houden zijn. Deze manier van paren met meerdere individuen is vrij uniek voor dit geslacht. De nauw verwante witborstspitsvogel is bijvoorbeeld monogaam en heeft dezelfde partner voor meerdere jaren.

## Status
De grootte van de wereldpopulatie is niet gekwantificeerd. De vogel gaat in aantal achteruit. Echter, het tempo ligt onder de 30% in tien jaar (minder dan 3,5% per jaar). Om deze redenen staat de fijispitsvogel als niet bedreigd op de Rode Lijst van de IUCN.